# Kurt Kramer (Glockensachverständiger)
Kurt Kramer (* 1943 in Karlsruhe) ist ein deutscher Glockensachverständiger. Er gilt weltweit als einer der führenden Experten auf diesem Gebiet und engagiert sich seit Jahrzehnten auf internationaler Ebene für die Bewahrung von Glocken als wichtigem Kulturgut.
Wegen der umfassenden Betätigung für das Glockenwesen wird er auch „Glockenpapst“ und „Monsieur Bimbam“ genannt; die Bezeichnung „Monsieur Bimbam“ stammt von Frankreichs Kultusminister Jack Lang.

## Leben und Wirken
Kurt Kramer wuchs in Langenbrücken auf. Er studierte Architektur und Musik in seiner Heimatstadt Karlsruhe. Sein Architektur-Studium schloss er als Diplom-Ingenieur ab und arbeitete eine Zeit lang als Architekt. Fasziniert von dem Musikinstrument „Glocke“ und deren jahrtausendealter Tradition, wandte sich Kramer aber dann ganz diesem Fachgebiet zu. Seit den 1970er-Jahren war er Glockensachverständiger des Erzbistums Freiburg und als solcher für die mehr als 6000 Glocken der Erzdiözese zuständig, deren berühmteste die „Hosanna“ des Freiburger Münsters aus dem Jahr 1258 ist.
Daneben betätigt er sich im Beratungsausschuss für das Deutsche Glockenwesen, einem ökumenischen Gremium der Evangelischen Kirche in Deutschland (EKD) und der Deutschen Bischofskonferenz.
Seit den 1960er-Jahren archiviert er Glockentöne auf Ton- und Bildträgern. Auf zahlreichen Reisen entstanden CDs mit den Klängen der berühmtesten Glocken Europas, darunter Die Glocke und ihr Geläute. Geschichte, Technologie und Klangbild vom Mittelalter bis zur Gegenwart (1986), Glocken und Geläute in Europa (1988) und vor allem die von Kramer herausgegebene Ton-Darstellung Die deutschen Glockenlandschaften (1989/1990). Daneben bestritt Kramer Fernseh- und Hörfunksendungen, unter anderem in der ARD und deren Regionalsendern (Landesschau, SWR2, SWR4), Phönix, 3sat, Deutschlandfunk und im Deutschlandradio.
Darüber hinaus forscht Kramer weltweit nach künstlerischen Glockendarstellungen in der Bildenden und Gestaltenden Kunst, in der Musik und der Literatur. Daraus erwuchsen neben zahlreichen Fachveröffentlichungen auch Standardwerke in Buchform, darunter das zweibändige Werk Glocken in Geschichte und Gegenwart. Beiträge zur Glockenkunde (1996–1997), das er als Herausgeber betreute, und Die Glocke. Eine Kulturgeschichte (2007).
Im April 2007 verwies Kramer darauf, dass viele Glocken in Gefahr seien, weil für die Klöppel oftmals die falschen Materialien verwendet worden seien und diese den Glocken aufgrund des beständigen Schlagens auf die Dauer schwere Schäden zufügten.
Seit 2008 ist Kurt Kramer Pensionär und widmet sich seitdem intensiv der Kulturgeschichte der Glocken. Daraus entstanden ist 2015 sein umfassendstes Werk: „Klänge der Unendlichkeit“, das landesweit Beachtung gefunden hat.
Kurt Kramer ist verheiratet und hat zwei Kinder. Er wohnt in der Karlsruher Waldstadt.

## Auszeichnungen
Am 18. Mai 2018 ernannte Papst Franziskus Kurt Kramer zum Ritter des Gregoriusordens – es ist eine der höchsten Auszeichnungen, die der Papst an Laien vergibt. Diese wurde ihm in einer feierlichen Zeremonie vom Freiburger Erzbischof Stephan Burger überreicht.
Am 30. Juni 2018 verlieh die Theologische Fakultät der Universität Freiburg Kurt Kramer die Ehrendoktorwürde.

## Veröffentlichungen

### Schriften (Auswahl)
- zusammen mit Rudi Kramer: Die Konstanzer Glockengießer, Konstanz 1986
- als Herausgeber: Glocken in Geschichte und Gegenwart. Beiträge zur Glockenkunde, zwei Bände, Karlsruhe 1996–1997
- Redaktion zusammen mit Monika Lustig: Glocken und Glockenspiele. 17. Musikinstrumentenbau-Symposium in Michaelstein, 8. bis 10. November 1996, Michaelsteiner Konferenzberichte (Nr. 56), Blankenburg 1998, ISBN 3-89512-108-8
- Was Glocken uns verkünden, Kevelaer 2006, ISBN 3-7666-0777-4
- zusammen mit Nane Friedel (Bilder): Von Glocken den Kindern erzählt, Kevelaer 2006, ISBN 3-7666-0793-6
- Klänge zwischen Zeit und Ewigkeit. Faszination Glocken, Buch und CD, Kevelaer 2006, ISBN 3-7666-0782-0
- Die Glocke. Eine Kulturgeschichte, Ostfildern 2007, ISBN 3-7867-8597-X
- Klänge der Unendlichkeit. Butzon & Bercker, Kevelaer 2015, ISBN 978-3-7666-2178-8
- Wenn Glocken erzählen. Eine Reise durch die Kulturgeschichte der Glocken im Erzbistum Freiburg. Verlag Regionalkultur, 2025, ISBN 978-3-95505-546-2

### Tonträger
- Die Glocke und ihr Geläute. Geschichte, Technologie und Klangbild vom Mittelalter bis zur Gegenwart, München 1986 (Schallplatte mit Begleitbooklet; 2., im Text veränderte Auflage samt CD München 1988, ISBN 3-422-06021-9)
- Die Glocken des Dombergs zu Erfurt, München 1987 (Kassette mit Begleitbooklet; 2., verbesserte Auflage München 1989, Kassette mit Begleitbooklet, ISBN 3-422-06044-8)
- Glocken und Geläute in Europa, München 1988 (CD mit Begleitbooklet, ISBN 3-422-06016-2)
- als Herausgeber: Die deutschen Glockenlandschaften, München 1989/1990
- Klosterinsel Reichenau im Bodensee. Teil: Eine Glockenwanderung durch die Reichenau, Stuttgart 2001 (CD)
- Das Salemer Münster. Teil: Der Glockenhimmel von Salem, Stuttgart 2002 (CD)
- Faszinierende Klangwelten – Orgel und Glocken

### DVD
- Wo Himmel und Erde sich berühren. Eine klangvolle Bilderreise durch die Welt der Glocken, Sprecher: Elmar Gunsch, Kevelaer 2006 (ISBN 3-7666-0817-7)

## Zitate
„Die Menschen in den Gemeinden wissen meist nur recht vage, warum es überhaupt läutet. Vor allem sollen Glocken dem Tag einen Rhythmus geben und eine Unterbrechung des Alltags einläuten. Zeit zum Gebet, Zeit auch zum Innehalten, Zeit für Gedanken über den Sinn des Lebens. Wenn die Glocke den Tod eines Menschen anzeigt, will sie uns damit sagen, dass dieser Tod kein individuelles Schicksal ist, sondern die ganze Gemeinde angeht. In diesem Zusammenhang finde ich es sehr schade, dass in vielen Gemeinden das früher übliche Taufgeläut – es hängt ja fast auf jedem Turm eine Taufglocke – in Vergessenheit geraten ist. Wenn ein Mensch in die Gemeinschaft der Christen aufgenommen wird, ist das allemal ein Willkommengeläute und ein Gebet wert.“

„Am liebsten bin ich in den Türmen bei den Glocken.“

„Karlsruhe hat einen einmaligen historischen Stadtgrundriss und eine Kulturlandschaft, die im Verhältnis zur Größe der Stadt ihresgleichen in Europa sucht.“

## Veröffentlichungen zu Kurt Kramer
- Kirsten Zimmerer: Er weiß, was die Glocke schlägt. Kurt Kramer ist international bekannter Glockenexperte. Gerade hat er seinen 80. Geburtstag gefeiert. Über ein Lebenswerk, das lange nachklingen dürfte …. In: Tag des Herrn, 2. Juli 2023, S. III.